# Copa Mundial de Rugby League de 2013
La Copa Mundial de Rugby League de 2013 fue la decimocuarta edición de la Copa del Mundo de Rugby League, torneo internacional que se disputa cada cuatro años desde 1954. El torneo se desarrolló durante seis semanas a partir del 26 de octubre, finalizando con la disputa de la final el 30 de noviembre, en el Old Trafford de Mánchester. Para albergar el torneo, la candidatura de la Inglaterra fue seleccionada, sin embargo algunos partidos se jugaron en Francia, Irlanda y Gales. Inicialmente, estaba previsto en 2012, finalmente se decidió traladaer el torneo de un año debido a la organización de los Juegos Olímpicos de 2012 en Londres. Las próximas ediciones tendrán lugar durante un ciclo de cuatro años.
La Australia se venga para la edición de 2008 desde que ganó la final contra Nueva Zelanda. La Nueva Zelanda estaba jugando su tercera final consecutiva después de ganar un partido en el último minuto contra Inglaterra en las semifinales. Por último, Fiyi reeditó su desempeño de 2008 al alcanzar las semifinales de nuevo. La edición está marcada por un éxito popular con una asistencia combinada de 458.503 espectadores para un promedio de 16.375 espectadores por partido.

## Preparación del evento

### Elección del proyecto

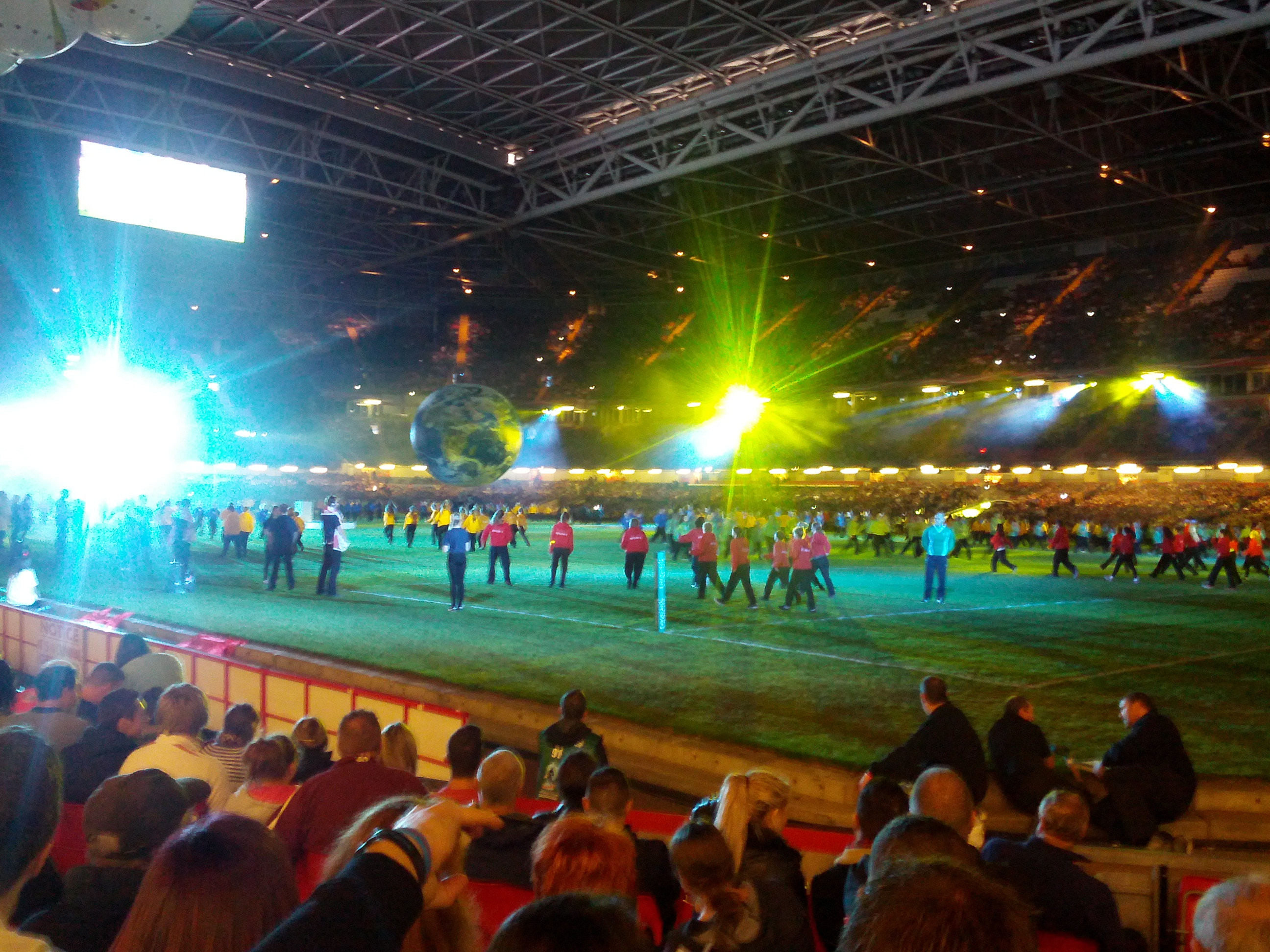
Ceremonia de inauguración en Cardiff.

A pesar del interés expresado en el Reino Unido, Australia anunció su intención se ser candidato para recibir la Copa del mundo 2013, aunque la edición anterior en 2008 fue en Australia. Este proyecto sigue el éxito de la edición 2008 pero el Reino Unido (Inglaterra y Gales) se designa en julio de 2009 por la federación internacional como organizador.
De hecho, el Reino Unido tiene como objetivo recibir varios eventos deportivos en la década de 2010 como la Ryder Cup, el ATP World Tour Finals, la final de la Liga de Campeones de la UEFA, les Juegos Olímpicos 2012, les Juegos de la Mancomunidad, la Copa Mundial de Críquet, la Copa del Mundo de Rugby union. Esta década se lammado por la prensa británica «Golden Decade». El Reino Unido había organizado previamente la Copa del Mundo de 2000.

### Sedes
| Cardiff              | Limerick                | Hull               | Huddersfield         | Leeds              | Aviñón               |
| -------------------- | ----------------------- | ------------------ | -------------------- | ------------------ | -------------------- |
| Millennium Stadium   | Thomond Park            | KC Stadium         | John Smith's Stadium | Headingley Stadium | Parc des Sports      |
| Capacidad : 74 500   | Capacidad : 26 500      | Capacidad : 25 586 | Capacidad : 24 500   | Capacidad : 21 062 | Capacidad : 18 000   |
|                      |                         |                    |                      |                    |                      |
| St Helens            | Warrington              | Halifax            | Perpiñán             | Bristol            | Salford              |
| Langtree Park        | Halliwell Jones Stadium | The Shay           | Stade Gilbert-Brutus | Memorial Stadium   | Salford City Stadium |
| Capacidad : 18 000   | Capacidad : 15 200      | Capacidad : 14 061 | Capacidad : 13 000   | Capacidad : 12 100 | Capacidad : 12 000   |
|                      |                         |                    |                      |                    |                      |
| Leigh                | Wrexham                 | Rochdale           | Hull                 | Workington         | Neath                |
| Leigh Sports Village | Racecourse Ground       | Spotland Stadium   | Craven Park          | Derwent Park       | The Gnoll            |
| Capacidad : 11 000   | Capacidad : 10 500      | Capacidad : 10 249 | Capacidad : 10 000   | Capacidad : 10 000 | Capacidad : 5000     |
|                      |                         |                    |                      |                    |                      |
| Londres              | Manchester              | Wigan              |                      |                    |                      |
| Wembley              | Old Trafford            | DW Stadium         |                      |                    |                      |
| Capacidad : 90,000   | Capacidad : 76,212      | Capacidad : 25133  |                      |                    |                      |
|                      |                         |                    |                      |                    |                      |

## Equipos
Catorce equipos particpan en la competición. Cinco países de Europa y siete equipos de Oceanía están directamente clasificados. Una fase de calificación se lleva a cabo para determinar las dos últimas naciones calificados divididos en dos zonas diferenciadas : una denominada "Europa" que Italia salió victorioso, y el otro llamado "Atlantic" que los Estados Unidos surgió área victorioso. Ambas naciones están participando por primera vez a una Copa del mundo.
| Europa 5                                           | Oceanía 7                                                                            | Equipos clasificados 2    |
| -------------------------------------------------- | ------------------------------------------------------------------------------------ | ------------------------- |
| - Inglaterra - Francia - Irlanda - Gales - Escocia | - Australia - Nueva Zelanda - Islas Cook - Fiyi - Samoa - Papúa Nueva Guinea - Tonga | - Estados Unidos - Italia |

## Fase de grupos

### Grupo A
| Grupo A |            |    |    |    |    |     |     |     |
|         | Selección  | PJ | PG | PE | PP | TF  | TC  | Pts |
| 1       | Australia  | 3  | 3  | 0  | 0  | 122 | 22  | 6   |
| 1       | Inglaterra | 3  | 2  | 0  | 1  | 96  | 40  | 4   |
| 3       | Fiyi       | 3  | 1  | 0  | 2  | 46  | 82  | 2   |
| 4       | Irlanda    | 3  | 0  | 0  | 3  | 14  | 124 | 0   |

| 26 de octubre  | Inglaterra | 20 - 28 | Australia | Millenium Stadium, Cardiff         |
| 28 de octubre  | Fiyi       | 32 - 14 | Irlanda   | Spotland Stadium, Rochdale         |
| 2 de noviembre | Inglaterra | 42 - 0  | Irlanda   | The Galpharm Stadium, Huddersfield |
| 2 de noviembre | Australia  | 34 - 2  | Fiyi      | Langtree Park, Saint Helens        |
| 9 de noviembre | Inglaterra | 34 - 12 | Fiyi      | KC Stadium, Kingston-upon-Hull     |
| 9 de noviembre | Australia  | 50 - 0  | Irlanda   | Thomond Park Stadium, Limerick     |

#### Grupo B
| Grupo B |                    |    |    |    |    |     |     |     |
|         | Selección          | PJ | PG | PE | PP | TF  | TC  | Pts |
| 1       | Nueva Zelanda      | 3  | 3  | 0  | 0  | 146 | 34  | 6   |
| 2       | Samoa              | 3  | 2  | 0  | 1  | 84  | 52  | 4   |
| 3       | Francia            | 3  | 1  | 0  | 2  | 15  | 78  | 2   |
| 4       | Papúa Nueva Guinea | 3  | 0  | 0  | 3  | 22  | 103 | 0   |

| 27 de octubre   | Nueva Zelanda      | 42 - 24 | Samoa              | Halliwell Jones Stadium, Warrington |
| 27 de octubre   | Papúa Nueva Guinea | 8 - 9   | Francia            | New Craven Park, Kingston-upon-Hull |
| 1 de noviembre  | Francia            | 0 - 48  | Nueva Zelanda      | Parc des Sports, Aviñón             |
| 4 de noviembre  | Papúa Nueva Guinea | 4 - 38  | Samoa              | New Craven Park, Kingston-upon-Hull |
| 8 de noviembre  | Nueva Zelanda      | 56 - 10 | Papúa Nueva Guinea | Headingley Carnegie Stadium, Leeds  |
| 11 de noviembre | Francia            | 6 - 22  | Samoa              | Stade Gilbert-Brutus, Perpiñán      |

##### Grupo C
| Grupo C |           |    |    |    |    |    |    |     |
|         | Selección | PJ | PG | PE | PP | TF | TC | Pts |
| 1       | Escocia   | 3  | 2  | 1  | 0  | 78 | 62 | 5   |
| 2       | Tonga     | 3  | 2  | 0  | 1  | 62 | 42 | 4   |
| 3       | Italia    | 3  | 1  | 1  | 1  | 62 | 62 | 3   |

| 29 de octubre   | Escocia | 26 - 24 | Tonga   | Derwent Park, Workington |
| 3 de noviembre  | Italia  | 30 - 30 | Escocia | Derwent Park, Workington |
| 10 de noviembre | Tonga   | 16 - 0  | Italia  | The Shay, Halifax        |

##### Grupo D
| Grupo D |                |    |    |    |    |    |    |     |
|         | Selección      | PJ | PG | PE | PP | TF | TC | Pts |
| 1       | Estados Unidos | 3  | 2  | 0  | 1  | 64 | 58 | 4   |
| 2       | Islas Cook     | 3  | 1  | 0  | 2  | 64 | 78 | 2   |
| 3       | Gales          | 3  | 0  | 0  | 3  | 56 | 84 | 0   |

| 30 de octubre   | Islas Cook | 20 - 32 | Estados Unidos | The Gnoll, Neath           |
| 3 de noviembre  | Gales      | 16 - 24 | Estados Unidos | Racecourse Ground, Wrexham |
| 10 de noviembre | Gales      | 24 - 28 | Islas Cook     | Memorial Stadium, Bristol  |

##### partidos inter-grupo C y D
| 26 de octubre  | Gales   | 16 - 32 | Italia         | Millennium Stadium, Cardiff              |
| 5 de noviembre | Tonga   | 22 - 16 | Islas Cook     | Leigh Sports Village, Leigh              |
| 7 de noviembre | Escocia | 22 - 8  | Estados Unidos | Salford City Stadium, Barton-upon-Irwell |

## Segunda fase
|  | Cuartos de final      | Cuartos de final      |               |            | Semifinales     | Semifinales     |  |               | Final           | Final           |  |
|  | 15 al 17 de noviembre | 15 al 17 de noviembre |               |            | 23 de noviembre | 23 de noviembre |  |               | 30 de noviembre | 30 de noviembre |  |
|  |                       |                       |               |            |                 |                 |  |               |                 |                 |  |
|  |                       |                       |               |            |                 |                 |  |               |                 |                 |  |
|  | Inglaterra            | 34                    |               |            |                 |                 |  |               |                 |                 |  |
|  | Inglaterra            | 34                    |               |            |                 |                 |  |               |                 |                 |  |
|  | Francia               | 6                     |               |            |                 |                 |  |               |                 |                 |  |
|  | Francia               | 6                     |               | Inglaterra | 18              |                 |  |               |                 |                 |  |
|  |                       |                       |               | Inglaterra | 18              |                 |  |               |                 |                 |  |
|  |                       |                       | Nueva Zelanda | 20         |                 |                 |  |               |                 |                 |  |
|  | Nueva Zelanda         | 40                    | Nueva Zelanda | 20         |                 |                 |  |               |                 |                 |  |
|  | Nueva Zelanda         | 40                    |               |            |                 |                 |  |               |                 |                 |  |
|  | Escocia               | 4                     |               |            |                 |                 |  |               |                 |                 |  |
|  | Escocia               | 4                     |               |            |                 |                 |  | Nueva Zelanda | 2               |                 |  |
|  |                       |                       |               |            |                 |                 |  | Nueva Zelanda | 2               |                 |  |
|  |                       |                       | Australia     | 34         |                 |                 |  |               |                 |                 |  |
|  | Australia             | 62                    | Australia     | 34         |                 |                 |  |               |                 |                 |  |
|  | Australia             | 62                    |               |            |                 |                 |  |               |                 |                 |  |
|  | Estados Unidos        | 0                     |               |            |                 |                 |  |               |                 |                 |  |
|  | Estados Unidos        | 0                     |               | Australia  | 64              |                 |  |               |                 |                 |  |
|  |                       |                       |               | Australia  | 64              |                 |  |               |                 |                 |  |
|  |                       |                       | Fiyi          | 0          |                 |                 |  |               |                 |                 |  |
|  | Samoa                 | 4                     | Fiyi          | 0          |                 |                 |  |               |                 |                 |  |
|  | Samoa                 | 4                     |               |            |                 |                 |  |               |                 |                 |  |
|  | Fiyi                  | 22                    |               |            |                 |                 |  |               |                 |                 |  |
|  | Fiyi                  | 22                    |               |            |                 |                 |  |               |                 |                 |  |
|  |                       |                       |               |            |                 |                 |  |               |                 |                 |  |

| Bandera de Australia |
| Campeón Australia    |
| Décimo título        |

## Estadísticas

### Máximos anotadores de tries

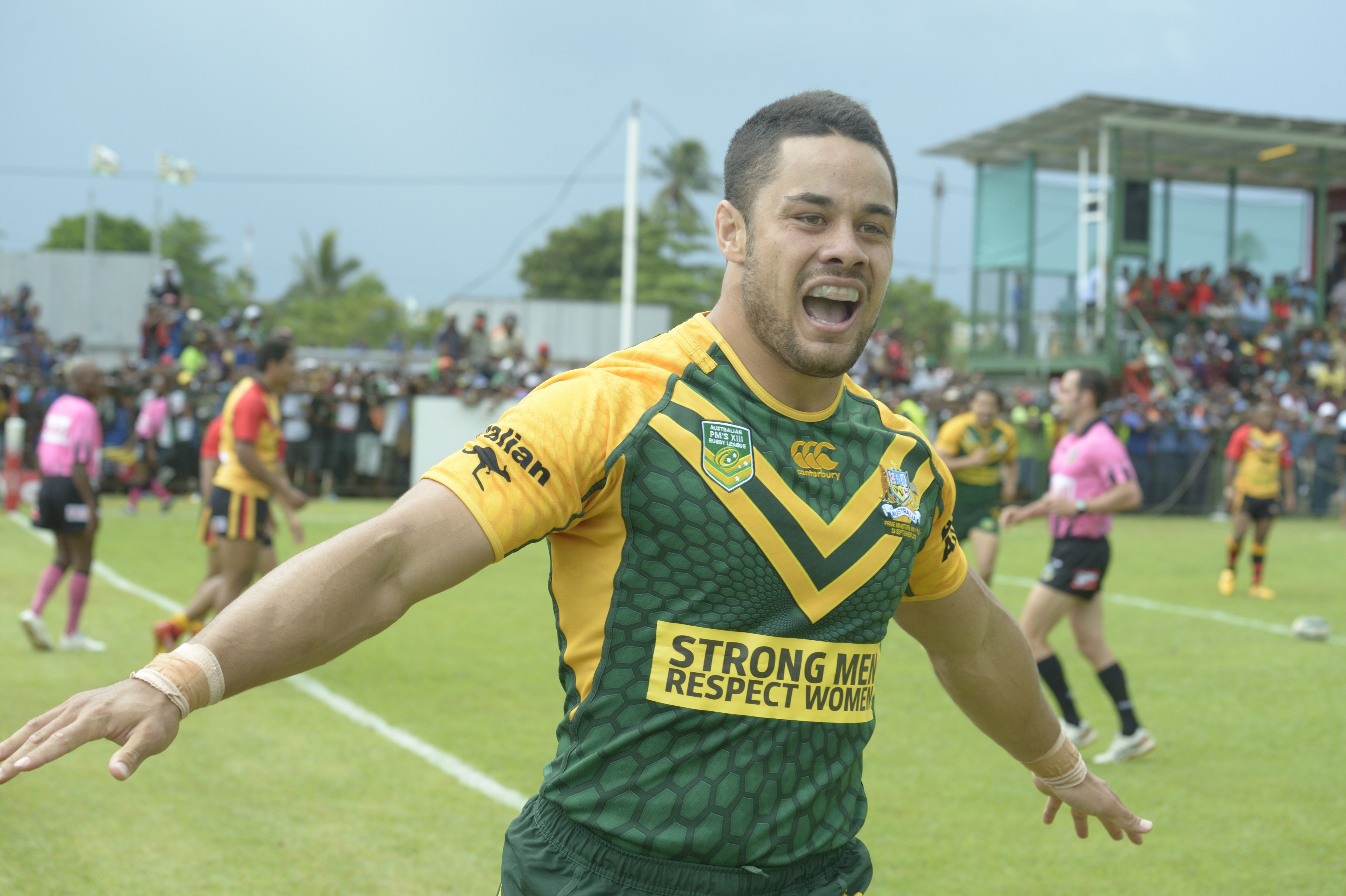
Jarryd Hayne
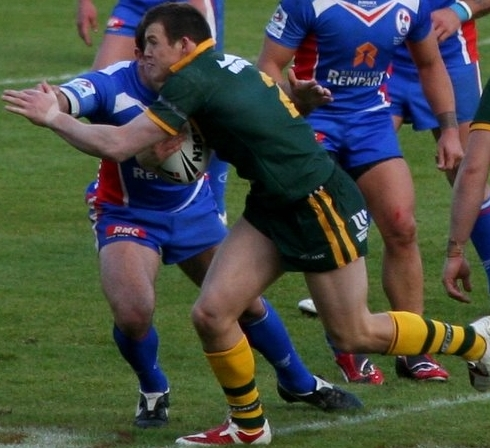
Brett Morris
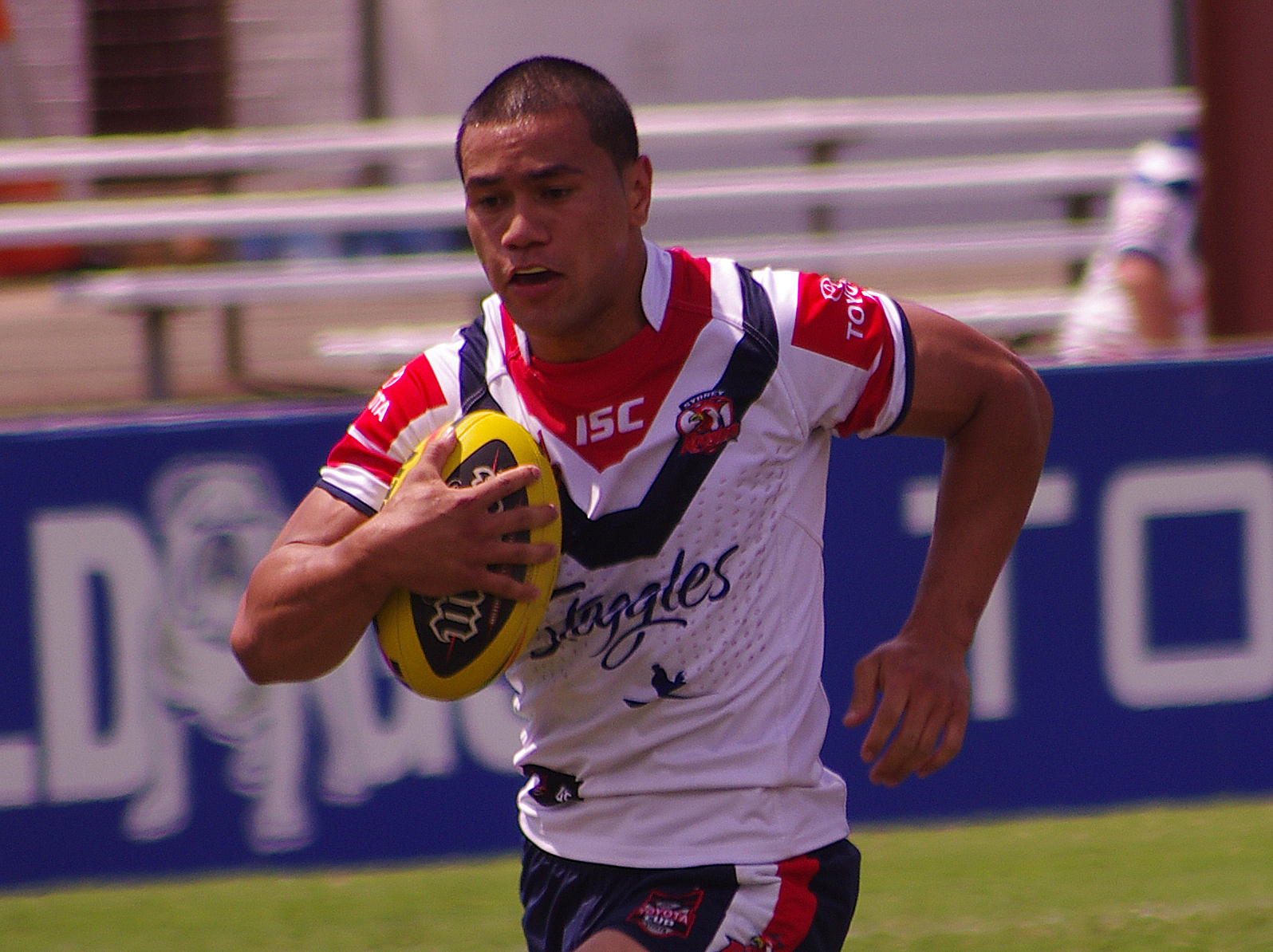
Roger Tuivasa-Sheck
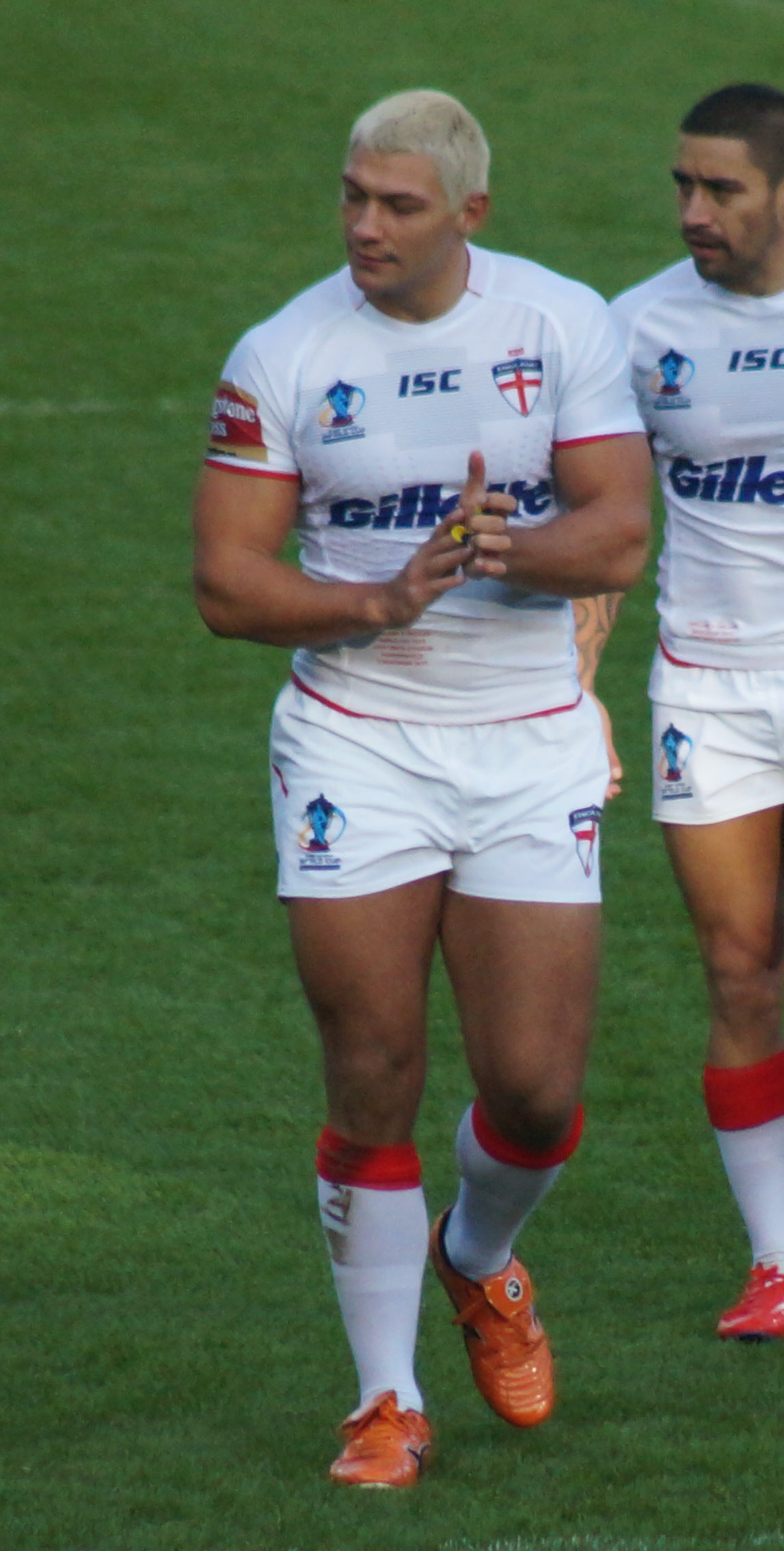
Ryan Hall
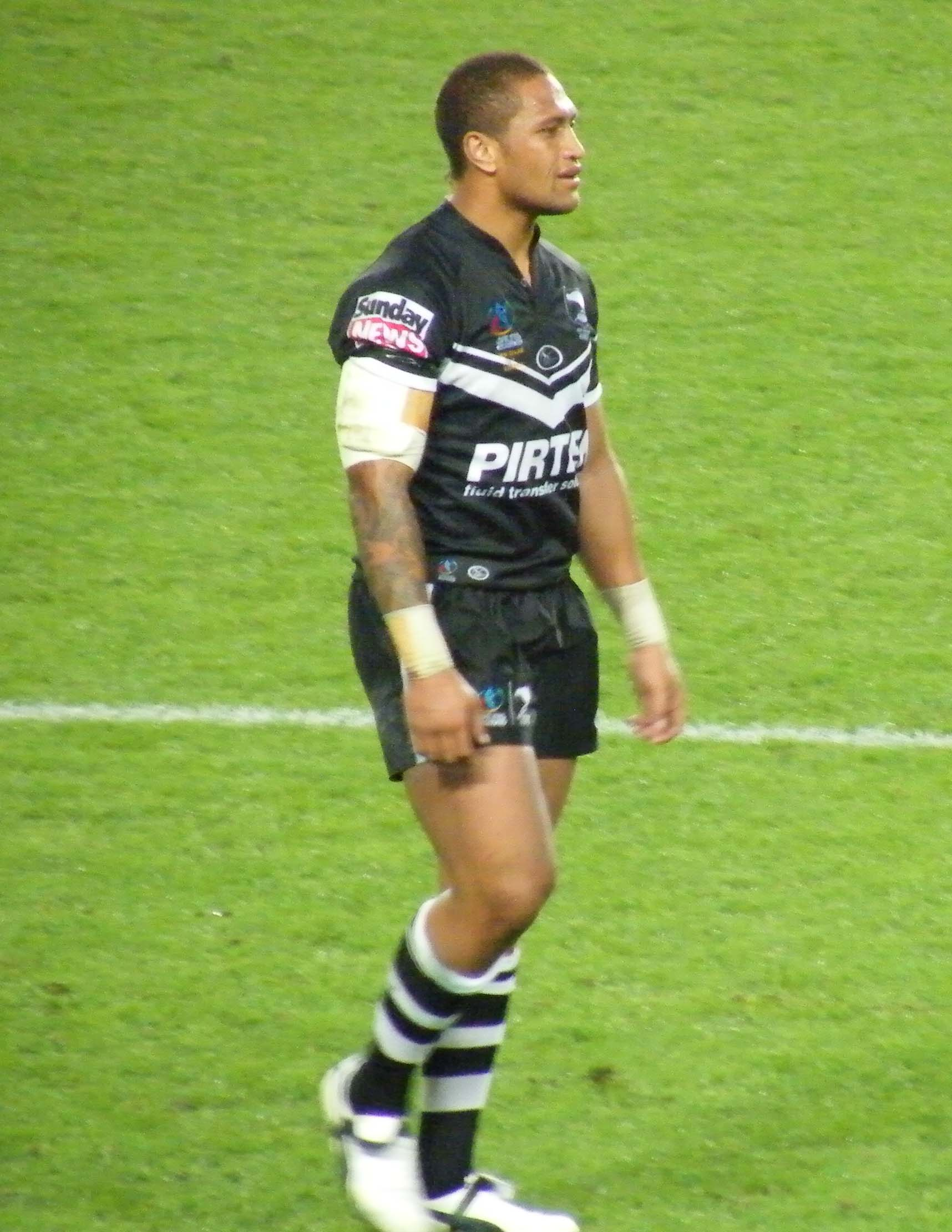
Manu Vatuvei

| Puesto | Nombre              | Equipo        | Tries |
| ------ | ------------------- | ------------- | ----- |
| 1      | Jarryd Hayne        | Australia     | 9     |
| -      | Brett Morris        | Australia     | 9     |
| 3      | Roger Tuivasa-Sheck | Nueva Zelanda | 8     |
| -      | Ryan Hall           | Inglaterra    | 8     |
| 5      | Cooper Cronk        | Australia     | 5     |
| -      | Antonio Winterstein | Samoa         | 5     |
| 7      | Darius Boyd         | Australia     | 4     |
| -      | Billy Slater        | Australia     | 4     |
| -      | Bryson Goodwin      | Nueva Zelanda | 4     |
| -      | Manu Vatuvei        | Nueva Zelanda | 4     |
| -      | Shaun Johnson       | Nueva Zelanda | 4     |
| -      | Matthew Russell     | Escocia       | 4     |
| -      | Christiaan Roets    | Gales         | 4     |